# Pyunik Fowtbolayin Akowmb
El Pyunik Fowtbolayin Akowmb (en armeni: Փյունիկ Ֆուտբոլային Ակումբ) és un club armeni de futbol de la ciutat de Yerevan. Pyunik significa fènix en armeni. El el club amb més títols del país.

## Història

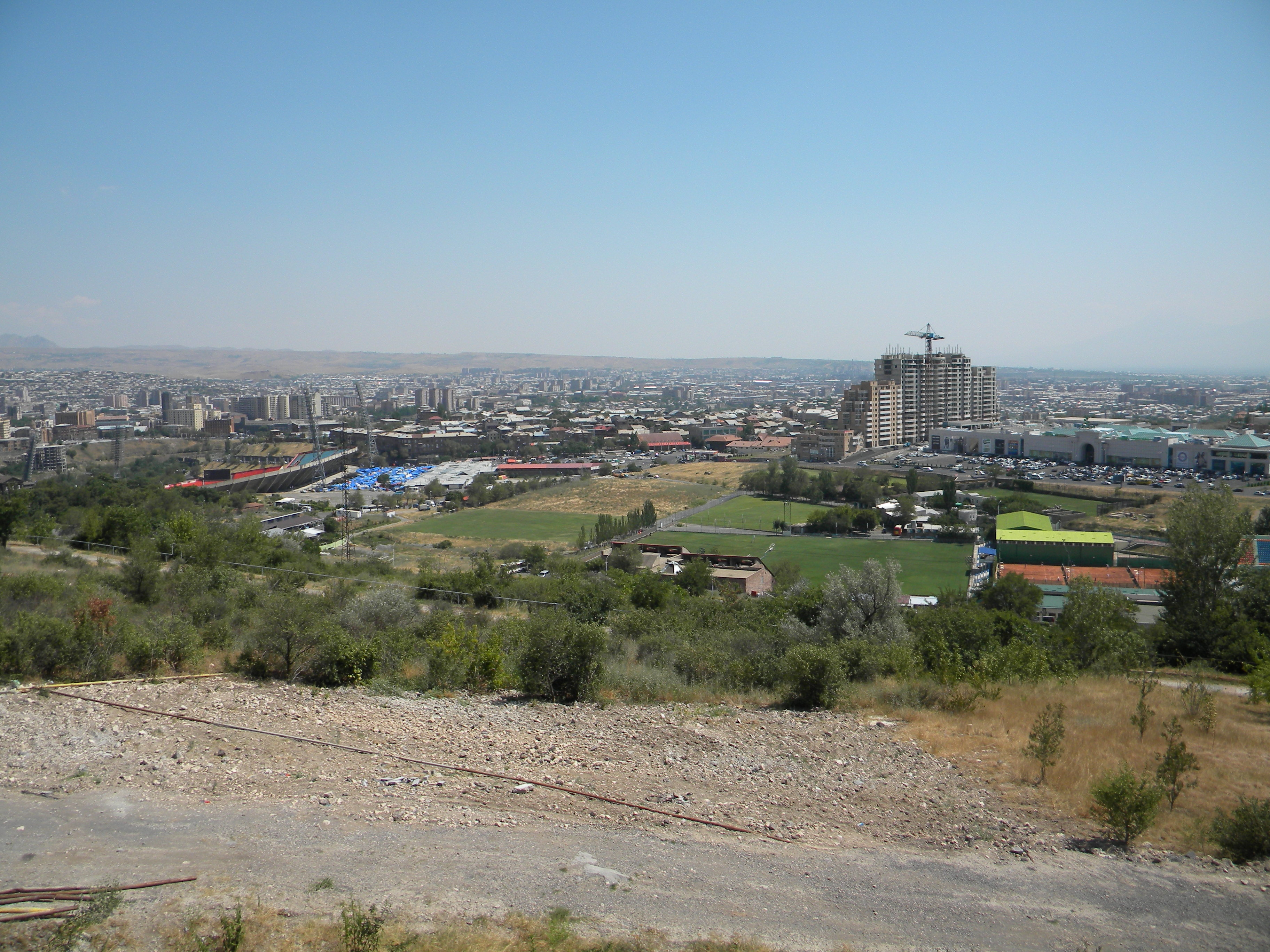
Estadi del FC Pyunik.

L'any 1992, la llegenda armènia Khorèn Oganessian fundà un club anomenat Homenetmen Yerevan. Aquest club guanyà la primera lliga independent del país, compartida amb Shirak doncs ambdós empataren a punts. El 1995, el Homenetmen es convertí en FC Pyunik, i guanyà dues noves lligues. L'any 1998 acabà sisè al campionat i posteriorment es retirà. Renasqué l'any 2001 en absorbir un club anomenat FC Armenicum.
Evolució del nom:
- 1996: Fundació com Pyunik Yerevan
- 1999: El club es retira del campionat i reneix amb el nom d'Armenikum Yerevan
- 2001: Reanomenat Pyunik Yerevan

Tradicionalment el club ha vestit de blau i blanc. Des de 2019 juga amb uniforme vermell.
| 2015-2017 | 2017-2018 | 2018-2019 | 2019-2021 | 2021- |  |

## Palmarès
- Lliga armènia de futbol:
  - 2001, 2002, 2003, 2004, 2005, 2006, 2007, 2008, 2009, 2010
- Copa armènia de futbol:
  - 2002, 2004, 2009, 2010, 2013
- Supercopa armènia de futbol:
  - 2001, 2003, 2004, 2006, 2007, 2008, 2010, 2011

## Futbolistes destacats
- Fernando Zagharián
- José André Bilibio
- Apoula Edel
- Zhora Hovhannisian
- Hamlet Mkhitarian
- Artavazd Karamian
- Edgar Manucharyan
- Issa Traoré
- Alou Traoré